# Contea di Alfalfa
La contea di Alfalfa (in inglese Alfalfa County) è una contea dello Stato dell'Oklahoma, negli Stati Uniti. La popolazione al censimento del 2000 era di 6 105 abitanti. Il capoluogo di contea è Cherokee.

## Centri abitati
| - Aline - Amorita - Burlington - Byron | - Carmen - Cherokee - Goltry - Helena | - Ingersoll - Jet - Lambert |

## Politica
| Anno | Repubblicani | Democratici |
| ---- | ------------ | ----------- |
| 2012 | 84.7% 1,539  | 15.3% 278   |
| 2008 | 83.1% 2,023  | 16.9% 411   |
| 2004 | 82.4% 2,201  | 17.6% 470   |
| 2000 | 75.2% 1,886  | 23.3% 583   |